# Тріщук сіроволий
Тріщу́к сіроволий (Henicorhina leucophrys) — вид горобцеподібних птахів родини воловоочкових (Troglodytidae). Мешкає в Мексиці, Центральній і Південній Америці. Виділять низку підвидів.

## Опис
Довжина птаха становить 10-11,5 см, вага 15,2-18,8 г. Тім'я тьмяно-чорне, пера на ньому мають коричневі кінчики. Потилиця і плечі темно-оливково-коричневі, нижня частина спини, надхвістя, крила і хвіст рудувато-коричневі. На хвості і крилах чорнуваті смужки. Над очима довгі білуваті "брови", через очі ідуть широкі чорні смуги, скроні і щоки чорні, поцятковані білуватими смужками. Підборіддя і горло блідо-сірі, груди і живіт темно-сірі, боки темно-охристі. Очі червонувато-карі, дзьоб чорний, знизу біля основи темно-сірий, лапи чорнуваті. Виду не притаманний статевий диморфізм. У молодих птахів смуги на обличчі менш чіткі, горло сіре.

## Підвиди
Виділяють сімнадцять підвидів:

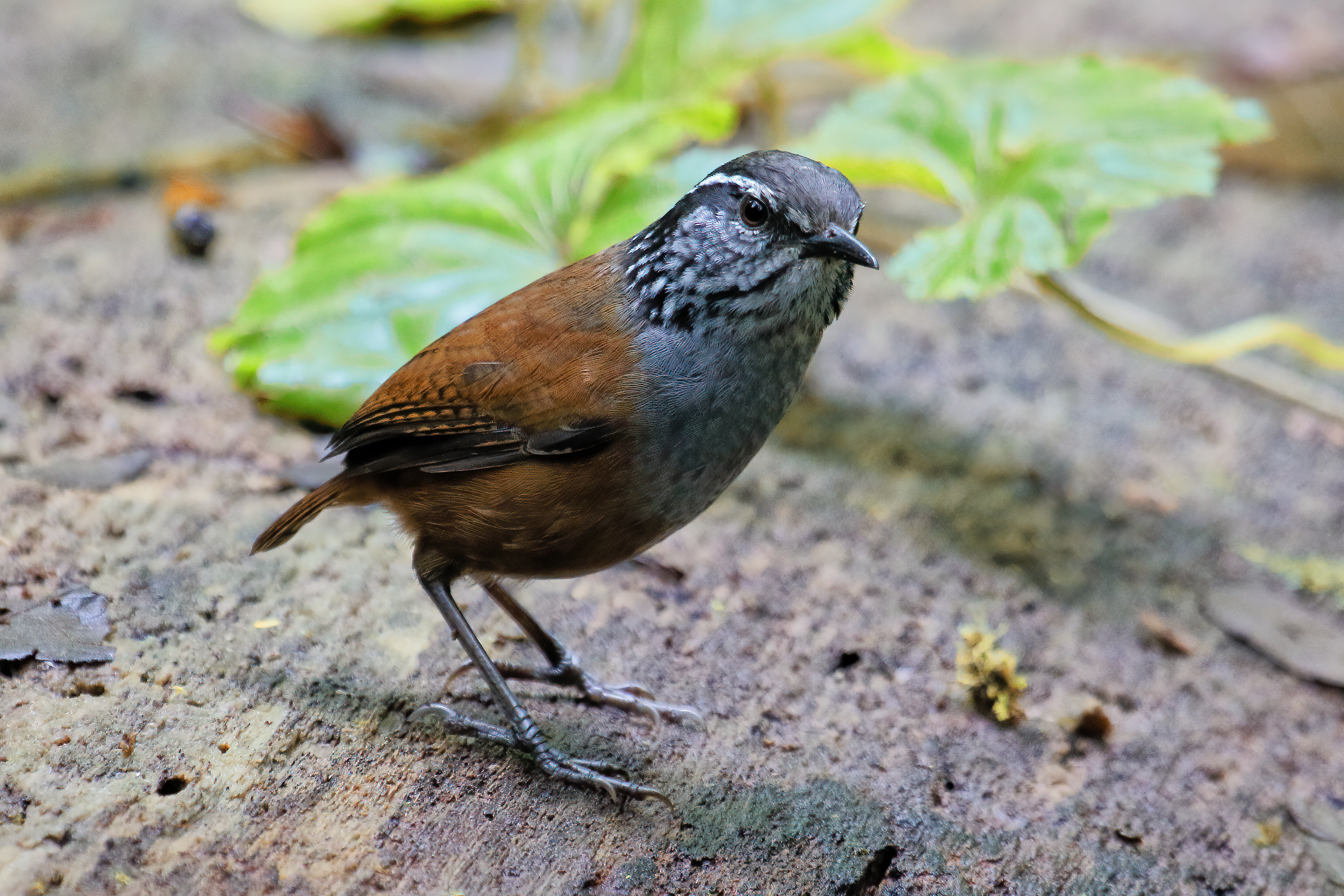
Сіроволий тріщук (Заповідник «Хмарний ліс Монтеверде», Коста-Рика)

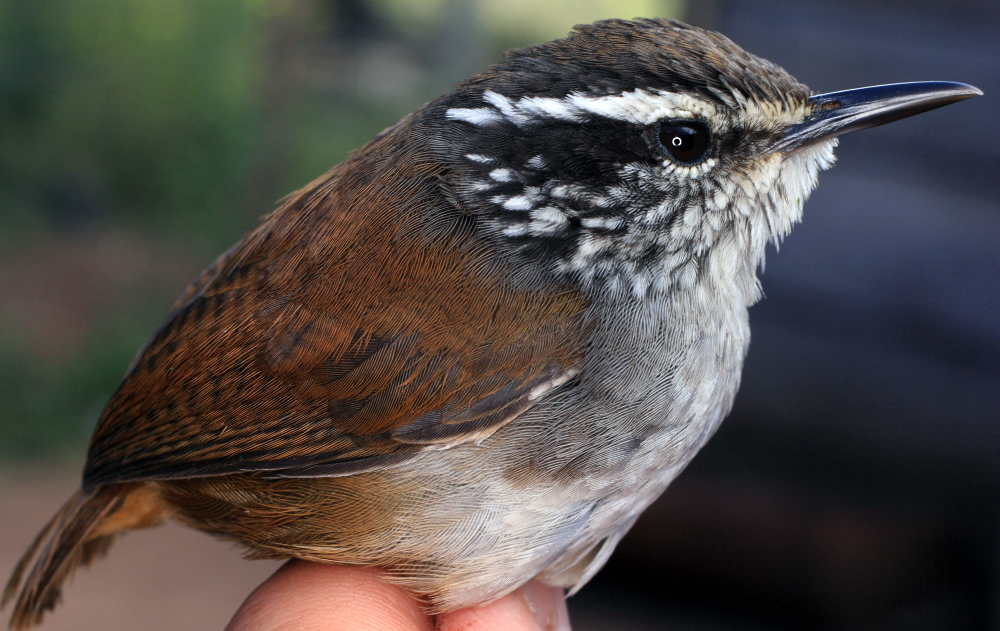
Сіроволий тріщук (підвид H. l. manastarae)

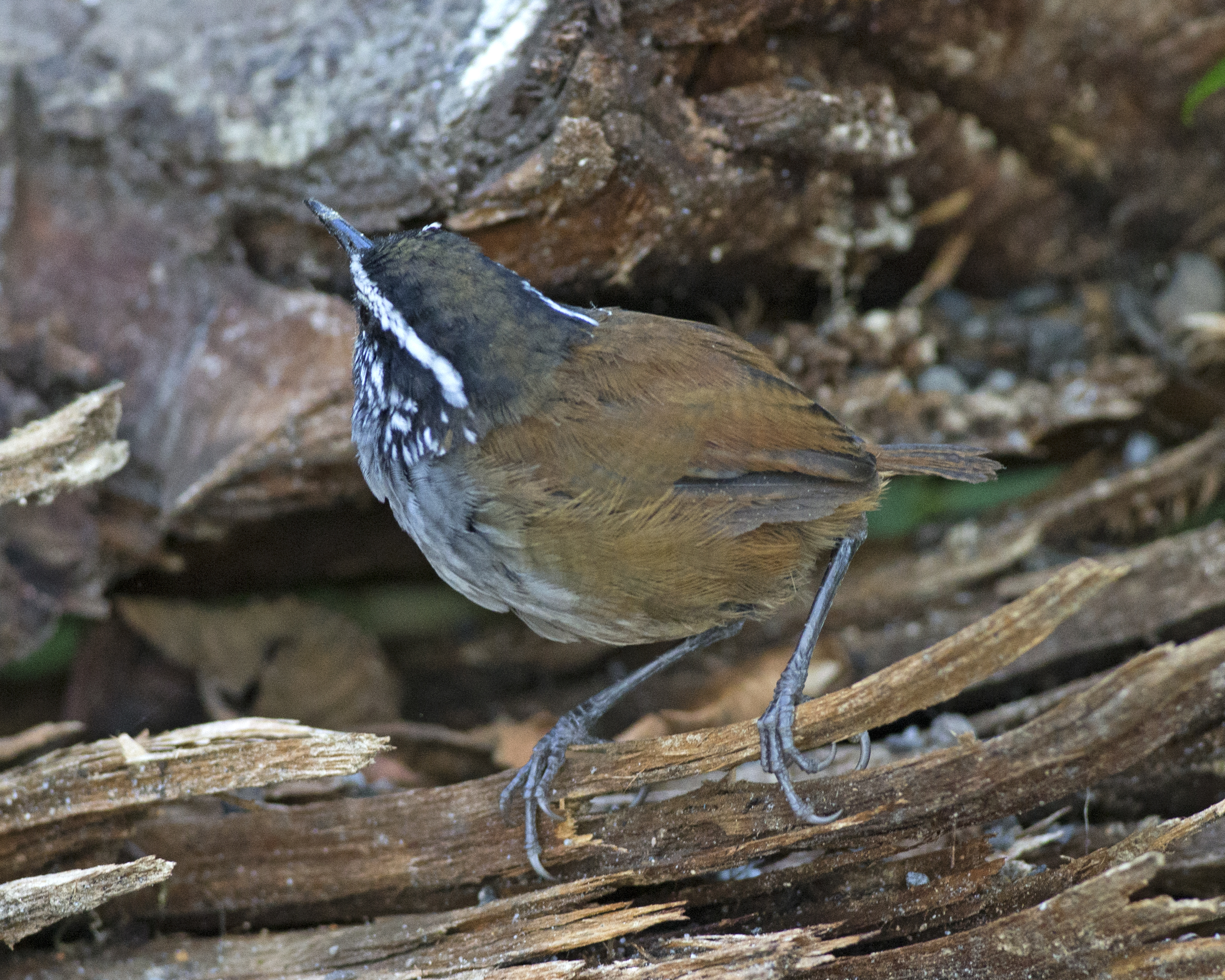
Сіроволий тріщук (Еквадор)

- H. l. minuscula Phillips, AR, 1966[5] — гори на заході Мексики;
- H. l. festiva Nelson, 1903[6] — гори на південному заході Мексики;
- H. l. mexicana Nelson, 1897[7] — Східна Сьєрра-Мадре;
- H. l. castanea Ridgway, 1903 — гори на крайньому півдні Мексики (Чіапас) і на півночі Гватемали;
- H. l. capitalis Nelson, 1897 — гори на півдні Мексики (Чіапас) і заході Гватемали;
- H. l. composita Griscom, 1932 — гори в Сальвадорі, Гондурасі і Нікарагуа;
- H. l. collina Bangs, 1902[8] — гори в Коста-Риці і західній Панамі (Чирикі, Вераґуас);
- H. l. bangsi Ridgway, 1903[9] — гірський масив Сьєрра-Невада-де-Санта-Марта на півночі Колумбії;
- H. l. manastarae Aveledo & Ginés, 1952[10] — гори Сьєрра-де-Періха (на кордоні Колумбії і Венесуели);
- H. l. sanluisensis Phelps, WH & Phelps, WH Jr, 1959[11] — Фалькон (північно-західна Венесуела);
- H. l. venezuelensis Hellmayr, 1904[12] — Прибережний хребет на півночі Венесуели;
- H. l. meridana Todd, 1932[13] — східні схили гір Кордильєра-де-Мерида на заході Венесуели;
- H. l. tamae Zimmer, JT & Phelps, WH, 1944[14] — південно-західна Тачира (крайній захід Венесуели) і східні схили Колумбійських Анд;
- H. l. brunneiceps Chapman, 1914[15] — Анди на заході Колумбії та на північному заході Еквадору;
- H. l. hilaris Berlepsch & Taczanowski, 1884[16] — Анди на південному заході Еквадору;
- H. l. leucophrys (Tschudi, 1844) — гори на сході Панами (Дар'єн), Анди в Колумбії, Еквадорі і Перу;
- H. l. boliviana Todd, 1932 — Болівійські Анди.

## Поширення і екологія
Сіроволі тріщуки мешкають в Мексиці, Гватемалі, Сальвадорі, Гондурасі, Нікарагуа, Коста-Риці, Панамі, Колумбії, Еквадорі, Перу, Бразилії, Венесуелі, Гаяні, Суринамі і Французькій Гвіані. Вони живуть у вологих гірських і хмарних тропічних лісах. Зустрічаються поодинці або невеликими сімейними зграйками, на висоті до 4000 м над рівнем моря, переважно на висоті понад 1500 м над рівнем моря. Живляться комахами та іншими безхребетними, яких шукають в нижньому ярусі лісу на висоті до 2 м над землею.
Сезон розмноження в Оахаці триває з початку травня до середини червня. в коста-Риці з кінця травня до початку червня, в Колумбійських Андах з грудня по червень. За сезон може вилупитися кілька виводків. Гніздо кулеподібне з бічним входом, будується парою птахів з рослинних волокон, корінців і моху, розміщується в заростях на висоті до 3 м над землею. Сіроволі тріщуки також будують гнізда для сну, в яких проводять ніч. В кладці 2 білих яйця розміром 19,5×14 мм. Насиджують лише самиці, інкубаційний період триває 19-20 днів. За пташенятами доглядають і самиці, і самці, вони покидають гніздо через 17-18 днів після вилуплення. Тривалість життя сіроволих тріщуків становить 6 років.